# نهر تورنز
نهر تورنز (بالإنجليزية: River Torrens)‏ يقع في جنوب أستراليا، ينبع من سلسلة جبال لوفتي، ويجري لمسافة 80 كم مخترقا مدينة أدليد إلى أن يصب في خليج سانت فنسنت . وتحصل مدينة أدليد على المياه من سدود المياه الواقعة على النهر في كل من ميلبروك وثورندون بارك وهوب فالي. ومن أكثر ما يشتهر به وادي تورنز حدائق المنتجات التسويقية.